# Sérgio Rodrigues (designer)
Sérgio Rodrigues (Rio de Janeiro, 22 de setembro de 1927 – Rio de Janeiro, 1 de setembro de 2014) foi um arquiteto e designer brasileiro de reconhecimento internacional. Trabalhou paralelamente a outras personalidades como Joaquim Tenreiro, José Zanine Caldas no desenvolvimento do design de mobiliário no Brasil.
Trabalhou com design de móveis seguindo os preceitos do modernismo no Brasil. Neste processo, trouxe a identidade brasileira para seus projetos tanto nos desenhos, quanto nos materiais tradicionais – couro, palhinha e madeira - exaltando a cultura brasileira e indígena, e chegou ao auge da sua carreira nas décadas de 50 e 60. Seu trabalho mais famoso é a poltrona mole de 1957, feita em couro e madeira com uma grande almofada macia de enchimento abundante.
Contemporâneo de Oscar Niemeyer e Lúcio Costa, seu mobiliário foi utilizado na construção da capital brasileira, Brasília.

## Biografia
Sérgio Roberto Santos Rodrigues nasceu na cidade do Rio de Janeiro em 22 de Setembro de 1927, filho do pintor e desenhista Roberto Rodrigues e sua esposa Elsa Fernanda Mendes de Almeida. Esteve exposto desde cedo ao mundo das artes e da manufatura por conta de múltiplos parentes envolvidos nestas áreas. Dentre eles, seu pai, seu tio dramaturgo Nelson Rodrigues e seu tio-bisavô escocês James Andrew, marceneiro que despertou o interesse de Sérgio no trabalho com madeira.
Em 1947 Sérgio ingressou na Faculdade Nacional de Arquitetura da Universidade do Brasil, atual Faculdade de Arquitetura e Urbanismo. Em 1949, atuou como professor assistente do arquiteto David Xavier de Azambuja. Esta parceria resultou em um convite pelo professor para participar na elaboração do Centro Cívico de Curitiba em 1951, onde ficou encarregado de desenhar o Edifício das Secretarias, atual Palácio da Justiça. Sua atuação no projeto o levou a conhecer alguns arquitetos prominentes da época, dentre eles Olavo Redig de Campos e Lucio Costa. Ainda no ano de 1951 Sérgio Rodrigues concluiu sua formação em arquitetura.
Com a inauguração das obras do Centro Cívico em 1953, Sérgio se junta ao designer e empresário italiano Carlo Hauner para abrir e comandar a Móveis Artesanal Paranaense, filial curitibana da rede de lojas já estabelecida em São Paulo. Em 1954 esta parceria resulta na contratação de Rodrigues para comandar o setor de arquitetura de interiores em um novo empreendimento de Hauner e seu irmão, uma loja de mobiliário modernista em São Paulo chamada Forma S.A. Todavia, a parceria não foi duradoura e Sérgio pediu demissão da empresa em 1955.
Após sair da Forma, ainda no ano de 1955 Sérgio retornou para o Rio de Janeiro onde fundou a Oca. Uma loja com o objetivo de desenvolver e comercializar um mobiliário moderno porém com uma identidade brasileira distinta da estética modernista europeia. Os valores regionalistas da loja são evidenciados pelo nome de origem Tupi-Guarani, e pela escolha uso de materiais tradicionais do país como palha, couro e madeiras regionais.
Deste ponto até o final da década de 60, Sérgio Rodrigues teve o que pode ser considerado o auge de sua carreira, marcado pelo reconhecimento internacional e pela produção de suas peças mais icônicas, como as cadeiras Mole. Durante esse período também começa a trabalhar no projeto SR2 - Sistema de Industrialização de Elementos Modulados Pré-Fabricados para Construção de Arquitetura Habitacional em Madeira. Protótipos de construções utilizando o sistema são expostos no Museu de Arte Moderna do Rio de Janeiro (MAM/RJ). O sistema é eventulamente utilizado na construção de dois pavilhões de hospedagem e restaurante da Universidade de Brasília (UnB) e no Iate Clube de Brasília, em 1962. Em 1961, recebe seu primeiro prêmio internacional de design no Concorso Internazionale Del Mobile em Cantù, na Itália, com uma variação da Poltrona Mole. Esta premiação alavancou o status de Sérgio para o nível internacional e, como consequência, seus produtos passaram a ser também produzidos por empresas estrangeiras.
Ainda no Brasil, decide expandir sua produção para acomodar produtos feitos em serie com preços mais acessíveis. Para este fim cria uma nova loja chamada Meia-Pataca que operou até 1968. Neste mesmo ano Sergio Rodrigues vende sua outra loja , Oca, e abre um novo ateliê no Rio de Janeiro onde segue trabalhando pelas próximas decadas com arquitetura de interiores para diversos setores e clientes, dentre eles o Banco Central em Brasília e a sede da Editora Bloch, no Rio de Janeiro. Durante as decadas seguintes além de manter sua produção moveleira, continuou aprimorando se sistema de produção SR2, que em 1977 foi atualizado para acomodar os climas nórdicos com ajuda do arquiteto dinamarquês Leif-Artzen. De 1982 em diante Sergio passa a trabalhar com sua filha, Verônica Rodrigues, no desenvolvimento do sistema SR2 que tem sua sergunda versão divulgada na exposição O design no Brasil: história e realidade no SESC Pompeia.
Da década de 1980 em diante, Sérgio seguiu trabalhando nas áreas de design e arquitetura junto de sua filha Verônica. Neste periodo recebeu diversos prêmios de design e arquitetura e teve seu trabalho divulgado em múltiplas exposições em diversos países. Continuou trabalhando até o ano de 2014, quando faleceu aos 86 anos, na manhã da segunda-feira, 1º de setembro. De acordo com uma das funcionárias do escritório do designer, Sérgio já apresentava um quadro de saúde debilitado há alguns dias. O motivo da morte não foi divulgado.